# Belagerung von Belgrad (1521)

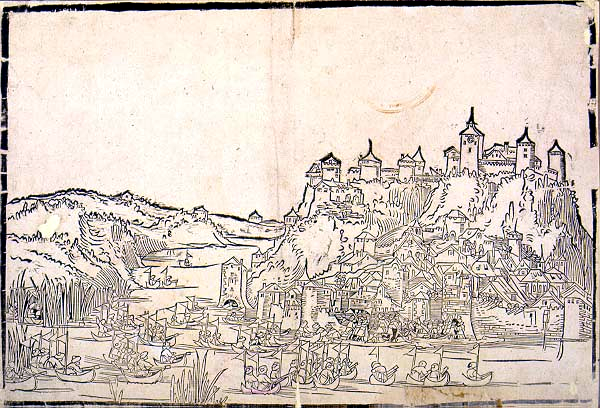
Holzschnitt der Belagerung von Belgrad (1521), Herausgegeben von Wolfgang Resch 1521. Die seitenverkehrte Ansicht (nicht invers geschnitten) zeigt den vom Fluss ausgehenden Angriff von Piri Pascha und der Janitscharen mit der Erstürmung der Unterstadt. Unter anderem ist die turmreiche Oberstadt und der Mlinarica-Turm (Mühlturm) an der Save abgebildet.

Die Belagerung von Belgrad (altungarisch Nándorfehérvár) und Eroberung fand im Sommer 1521 unter Sultan Süleyman I. statt.

## Bedeutung
Für die Osmanen stellte Belgrad ein großes Hindernis auf dem Weg nach Mitteleuropa dar, das aus ihrer Sicht unbedingt erobert werden musste. Bereits 1456 kam es zu einer osmanischen Belagerung von Nándorfehérvár/Belgrad das von einer christlichen Armee unter  Johann Hunyadi erfolgreich verteidigt wurde.
Die Osmanen eroberten bis in die 1450er Jahre den größten Teil Serbiens mit Ausnahme der neuen Hauptstadt Smederevo, während Belgrad im Herrschaftsbereich des ungarischen Königs Ladislaus Postumus verblieb. Nach der erfolgreichen Verteidigung der Stadt gegen die Türken wurde mit Ausnahme kleinerer Verstärkung der Oberstadt durch das Zindan-Tor und den Bau des Nebojša-Turms in der Unterstadt an den Befestigungsanlagen keine wesentliche Verstärkung vorgenommen, was folgenschwere Konsequenzen hatte.
Mit der Einnahme Smederevos 1459 wurde Serbien Teil des Osmanischen Reichs und hörte als Staat für mehrere Jahrhunderte auf zu existieren. Die Osmanen eroberten Serbien unter dem Vorwand, dem Land Ordnung zu bringen, bis sich die politische Lage in Serbien stabilisiert hätte. Der Grund war, dass der damalige Gouverneur von Serbien, Mihailo Anđelović, gestürzt wurde, der wiederum der Bruder des osmanischen Großwesirs Mahmud-Pascha Anđelović war. Serbien wurde zum Sandschak Smederevo.
Die Eroberung 1521 war für Belgrad und auch für Europa eine historische Zäsur, da sie die erfolgreiche osmanische Expansion nach Mitteleuropa einleitete und zur Eroberung Ungarns und nachfolgend dem ersten Vordringen bis vor die Tore Wiens (Erste Wiener Türkenbelagerung, 1529) führte. Die Stadt erlebte als Ergebnis der Expansion des türkischen Imperiums eine neue und glänzende Periode, die hier für 150 Jahre Frieden brachte. Belgrad war zu dieser Zeit eine der größten orientalischen Großstädte und das Osmanische Reich stand auf seinem Zenit.

## Belagerung
Die strategisch minutiös geplante Belagerung erfolgte durch weiträumiges Umkreisen des gesamten Umlandes von Belgrad am letzten Junitag 1521. Im Unterschied zu allen vorherigen Versuchen die Stadt einzunehmen, erfolgte der Hauptangriff von Norden. Der doppelte Mauerring im Süden der Stadt konnte so umgangen werden.
Da für den Angriff von Norden zuerst die Eroberung der nördlich von Belgrad gelegenen Niederung von Syrmien notwendig war, marschierte die türkische Streitmacht zuerst an Belgrad vorbei über die Save, um die Stadt damit von allen Seiten zu isolieren. Süleyman schlug in Zemun sein Lager auf. Die linke Flanke über die Donau übernahm Çoban Mustafa Pascha, die rechte Saveseite Piri Pascha. Die osmanische Reiterei bezog auf der großen Kriegsinsel Stellung.
Die Bombardierung der Stadt erfolgte schon im Juni und wurde noch bis August verstärkt. Die Verteidiger beschossen die Angreifer mit Kanonen und Vorderladern von den Türmen der Stadt.

## Angriff
Anfang August begann der Sturm auf die Stadt. Die Stadtmauern hatten durch die Bombardierung schon erhebliche Beschädigungen erlitten, doch der erste Angriff am 2. August konnte noch erfolgreich abgewehrt werden.
Am 3. August griffen die Osmanen die Unterstadt an, doch auch dieser Angriff konnte abgewehrt werden. Nach diesem Misserfolg beschloss der Sultan, dass noch weitere Vorbereitungen nötig seien und die Kanonen wurden auf die Große Kriegsinsel gebracht. Eine Pontonbrücke wurde zudem über die Save gelegt.
Die Vorbereitungen für den Angriff begannen am 7. August. In der Nacht zogen sich die türkischen Kräfte unter den Mauern zusammen. Am 8. August begann der allgemeine Angriff von drei Seiten: vom Save-Ufer (Piri Pascha), vom Donau-Ufer (Mustafa Pascha) und frontal von den Flüssen aus (Ahmed Pascha). Die Verteidiger waren diesem allgemeinen Angriff nicht gewachsen, und die Unterstadt erlag den Angreifern nach heftigen ganztägigen Kämpfen.
Am selben Tag begannen die Janitscharen den Angriff auf die Oberstadt, konnten aber abgewehrt werden. Am nächsten Tag ging der Angriff ununterbrochen mit der Bombardierung weiter. Die Türken brachten die Kanonen in der eroberten Unterstadt in Stellung und eine kleinere Kanone konnte auch auf einen Turm des Franziskaner-Klosters gebracht werden. Die Türken konnten einige Brände in der Oberstadt entfachen. Die Truppen unter Ahmed Pascha versuchten am 16. August einen Sturm auf die Burg der Oberstadt, der wiederum scheiterte.
Seitdem die Türken die Unterstadt in Besitz gebracht hatten, versuchten sie die Mauern zu minieren. Der Bau der Pontonbrücke über die Save konnte am 17. August vollendet werden. Am 24. kam es zu ersten Desertionen bei den Verteidigern und am 25. begannen Verhandlungen über die Übergabe. Am 26. und 27. erfolgten weitere Angriffe und schon am 28. einigten sich die Verteidiger auf die Übergabe der Stadt.

## Einnahme
Der Sultan übernahm die Stadt am 30. August, woraufhin alle Kirchen der Unterstadt auf sein Geheiß hin zu Moscheen umgewandelt wurden. Als erster Kommandant zog Ali Beg aus dem Sandschak Smederevo nach Belgrad ein. Mehrere Tausend Einwohner Belgrads wurden in die Umgegend von Istanbul deportiert, woran noch heute der Belgrader Wald erinnert.